# فرودگاه اینسپریشن
فرودگاه اینسپریشن (به انگلیسی: Inspiration Airport) یک فرودگاه است که یک باند فرود چمن دارد و طول باند آن ۵۷۹ متر است. این فرودگاه در شهر بند، اورگن کشور ایالات متحده آمریکا قرار دارد و در ارتفاع ۱۰۳۶ متری از سطح دریا واقع شده‌است.